# Joannes Baers

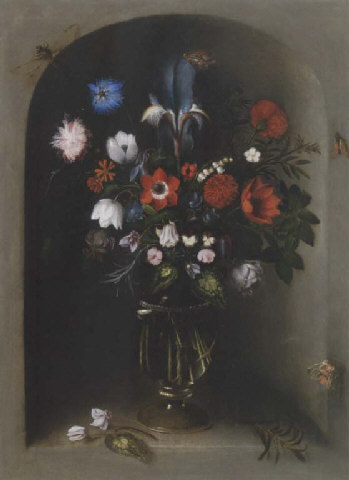
Blumenstillleben
zugeschrieben Joannes Baer

Joannes Baers, auch Joannes Baer bzw. Johannes Baers, (vor 1600 möglicherweise in Utrecht; † nach 1641 in Utrecht) war ein holländischer Maler.
Über die Herkunft und Ausbildung Joannes Baers’ ist nichts bekannt. Er wird 1618/19 erstmals als Mitglied der Lukasgilde in Antwerpen dokumentiert. Bald danach scheint er allerdings wieder in Utrecht tätig gewesen zu sein, wo er ab 1624 dokumentiert ist und vermutlich irgendwann nach 1641 verstarb. Er scheint, nach derzeitigem Kenntnisstand, vor allem als Stilllebenmaler tätig gewesen zu sein, doch werden in einem Amsterdamer Inventar von 1638 auch zwei Genrebilder von ihm genannt. Wahrscheinlich ist er mit dem dokumentarisch ebenfalls nachweisbaren Jan Baers identisch, der Blumenstillleben im Stil von Ambrosius Bosschaert und Balthasar van der Ast gemalt haben soll.
Joannes Baers gehört zu den weniger bekannten holländischen Kleinmeistern, deren Werk nahezu unbekannt ist. Erst Mitte des 20. Jahrhunderts wurde er durch das Auffinden eines signierten und 1629 datierten Blumenstillleben auch als Künstler fassbar. Ausgehend von diesem Werk wurden ihm einige weitere, recht ähnliche Werke zugeschrieben, bevor zwei weitere signierte Stillleben entdeckt wurden. Diese Neuentdeckungen lassen allerdings Zweifel aufkommen, ob er auch wirklich alle ihm zuvor nur aus stilistischer Sicht zugeschriebenen Werke gemalt haben kann.

## Werke
- Römerglas mit Blumen und Insekten, Bonn, Rheinisches Landesmuseum (zugeschrieben)
- Stillleben mit Früchten und Blumenvase, Niederlande, Particuliere collectie
- Korb mit Blumen und Früchten, 1624 (am 29. November 1968 bei Lempertz in Köln versteigert)
- Blumen im Fayencekrug in einer Nische, 1929 (am 10. April 1981 bei Christie’s in  London versteigert)
- Blumenstrauß in Glasvase in einer Nische, (zugeschrieben – am 16. Juni 2004 im Dorotheum in Wien versteigert)